# Arnold Maury

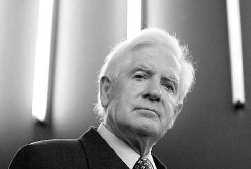
Arnold Maury (2012)

Arnold Maury (* 17. August 1927 in Kiel; † 5. Februar 2018 ebenda) war ein zeitgenössischer deutscher Komponist und Schriftsteller.

## Leben
Arnold Maury wurde in eine musikalische Familie hineingeboren: seine Mutter Martha übte den Beruf einer Klavierlehrerin aus, sein Vater Paul war freiberuflicher Violinist in Kiel und bereits sein Großvater ist Musiker gewesen. Schon im frühen Kindesalter erlernte Maury das Klavierspiel und auch erste Kompositionsversuche fallen in diese Zeit. Seine Ausbildung an der Kieler Max-Planck-Schule wurde durch Kriegsdienst und anschließende sowjetische Kriegsgefangenschaft unterbrochen. 1949 konnte er das Abitur nachholen und studierte zwischen 1950 und 1951 Musikwissenschaft an der Christian-Albrechts-Universität zu Kiel. Gleichzeitig erhielt er privaten Kompositionsunterricht bei Willi Kröger (1903–1968) und wurde von Martin Usbeck in Harmonielehre unterwiesen. Bedenken seiner Eltern bewogen ihn dazu, zwei Semester Schulmusik in Hamburg zu studieren. Auf Anraten von Dozenten und Kommilitonen wechselte er jedoch endgültig das Fach und absolvierte in den Jahren 1953 bis 1959 ein ausgewachsenes Kompositionsstudium bei den renommierten Lehrern Philipp Jarnach und Ernst Gernot Klußmann an der Hamburger Musikhochschule.
In den 1950er Jahren war Arnold Maury als erfolgreicher Jazz-Pianist tätig: zusammen mit Stefan von Dobrzynski (Altsaxophon, Klarinette, Flöte), Jobst Erdmann (Bass) und Ingo Thiede (Drums) trug er wesentlich zum Aufbau einer Kieler Jazz-Szene bei. Die Combo spielte unter anderem im Club California, der sich in Klahn’s Hotel befand, im Magdeburger und im Riverside, allesamt Kieler Institutionen. 1955 trennten sich die Wege der Musiker: Arnold Maury verschrieb sich mehr und mehr dem Komponieren und um Stefan von Dobrzynski formierte sich sein bekanntes Quartett. Die Aktivitäten als Jazz-Pianist halfen Maury nicht nur, sein Studium zu finanzieren, auch einige Impulse für das eigene kompositorische Schaffen gingen hiervon aus. Beispiele bilden etwa The Color out of Space für großes Jazz-Ensemble von 1976 oder der am 29. April 1981 im Buxtehudesaal der Musikhochschule Lübeck uraufgeführte Zyklus Grenzgang, der herkömmliche Instrumente mit dem Klang von E-Klavier und Synthesizer kombiniert.
Nach seinem Examen wurde Maury musikalischer Bearbeiter für den Norddeutschen Rundfunk. Im Jahre 1968 heiratete er Roselies Ewert, die – neben ihrem Beruf – das Management des Komponisten übernahm. Um sich dem eigenen Schaffen intensiver widmen zu können, gab Maury seine Bearbeitertätigkeit auf, erteilte ab 1972 Musikunterricht an der Kieler Ellen-Cleve-Schule und hatte zwischen 1978 und 1984 einen Lehrauftrag für Musiktheorie und Gehörbildung an der Musikhochschule Lübeck inne.
Im Herbst 1982 gründete Maury zusammen mit Wilhelm Kaiser-Lindemann und Martin Karl-Wagner die Gruppe Kieler Komponisten, welche sich in den folgenden Jahren durch zahlreiche Konzertveranstaltungen mit eigenen und fremden Werken hervorgetan hat. Die Organisation dieser Konzerte übernahm Roselies Maury. Zusätzlich konzipierte und initiierte er in Kiel die Konzertreihe Contrapunkte, die sich ausschließlich mit neuer Musik befasste. Auf diesem Wege konnten in den 1980er und 1990er Jahren unter anderem Mauricio Kagel, György Ligeti, Peter Michael Hamel und Isang Yun in die schleswig-holsteinische Landeshauptstadt eingeladen werden. Und in diesem Rahmen wurde auch Maurys 2. Kammersinfonie durch das NDR Sinfonieorchester aus der Taufe gehoben.
Viele namhafte Interpreten haben Werke Maurys (ur-)aufgeführt, unter ihnen Kammersänger Hans Georg Ahrens (3 Nordseelieder, 3 Lieder aus schweren Zeiten), der Opern- und Konzertsänger Thomas Mohr (Vom Turme klangen die Osterglocken…), die Sängerin Elisabeth Graf mit dem Rheinischen Bach Collegium (Und Kabir sagt…), der Pianist Peter Roggenkamp (1. und 3. Klaviersonate), die Pianistin Vera-Carina Stellmacher (2. und 4. Klaviersonate, Ruf aus der Ferne), das Brandis-Quartett (3. Streichquartett), die Kieler Philharmoniker (3. Sinfonie) und das Ensemble das neue werk des NDR Sinfonieorchesters (2. Kammersinfonie).
Der Nachlass des Komponisten wird in der Schleswig-Holsteinischen Landesbibliothek in Kiel aufbewahrt.

## Kompositionstechnik
Seit den 1970er Jahren verfolgte Arnold Maury das Prinzip der Komposition mit „tonalen Reihen“. Hierzu erläutert der Komponist: Formal würden seine Werke „durch das einheitschaffende Bezugsystem der ‚tonalen Reihen‘ bestimmt. Aus einem knappen, profilierten Thema mit funktionellen Anklängen werden Melodie- und Akkordreihen gezogen. Die durch Austausch von Tönen mehrfach permutierte Melodielinie liefert einstimmige Reihen. Der Zusammenzug dieser Linien, durch Engführung entstandene vertikale Akkorde, der mehrstimmige Satz des Themas und auch seine funktionelle Harmonisierung ergeben Akkordreihen. Ebenso wird mit dem Rhythmus des Themas gearbeitet. Das Thema tritt – meist gegen Schluß – einmal als Höhepunkt auf. Davor baut es sich auf – danach klingt es aus.“

## Werke
Arnold Maurys umfangreiches Œuvre umfasst nahezu alle musikalischen Gattungen: Neben fünf Sinfonien, acht Streichquartetten und sechs Klaviersonaten finden sich zum Teil auch ungewöhnliche Kammermusikbesetzungen, vokalsinfonische Werke, Liederzyklen und nicht zuletzt schriftstellerische Arbeiten. Sein Hauptwerk stellt jedoch die musikalische Chronik Klage des Jeremias nach Texten aus dem Alten Testament dar, die dem Gedenken an Regina Nagelberg und ihre beiden Töchter gewidmet ist – eine jüdische Familie, die im Kindes- und Jugendalter des Komponisten im selben Haus in Kiel lebte und von den Nationalsozialisten deportiert und ermordet wurde.

### Orchesterwerke
- Orchestervariationen (1952)
- Kammersinfonie Nr. 1 (1961)
- 3 Orchesterstücke (1963)
- The Color out of Space für großes Jazz-Ensemble (1976)
- Sinfonie Nr. 1 (1979)
- Sinfonie Nr. 2 Traumfahrt (1981) [nach dem gleichnamigen Kammermusikwerk]
- Sinfonie Nr. 3 (1983/1987)
- Sinfonie Nr. 4 (1984)
- Kammersinfonie Nr. 2 für 18 Instrumente (1987)
- Sinfonie Nr. 5 (2000)
- Nacht für Orchester nach Ernst Barlachs Drama Der tote Tag (2004)
- Kammersinfonie in einem Satz (2005)
- Erschienen ist der herrliche Tag. Triptychon für Orchester (2006)
- … und da erblickten sie das Licht für Orchester (2008)
- Weg in die Stille für Orchester (2008)
- Stufen für Orchester (2009)
- Das andere Ufer für Orchester (2010)
- Musik für Streichorchester (2014)

### Kammermusik
- Klaviertrio (1952/53)
- Sonate für Violine und Klavier (1953)
- Sonate für Flöte und Klavier (1954)
- Streichquartett Nr. 1 (1958)
- Zwei Sätze für Streichquartett (1960)
- Trio für Trompete, Horn und Posaune (1964)
- Suite für Klarinette und Klavier (1965)
- Quartett für Flöte, Klarinette, Klavier und Percussion (1965)
- Streichquartett Nr. 2 (1966)
- Quartett für Alt-Flöte, Bassklarinette, Klavier und Marimbaphon (1967)
- Agitato für Klarinette und Klavier (1968)
- Jazztalk für Flöte, Sopransaxophon, Klavier und Schlagzeug (1975)
- Grenzgang (1980)
  - Combined Music I für Klavier und Bongos (1980)
  - Die Musik der Valar für Flöte, Klarinette, Klavier, Vibraphon und Percussion (1980)
  - Die Musik der Ainur für Altflöte, Trompete, E-Klavier, Synthesizer und Percussion (1980)
  - Combined Music II für Klavier, E-Klavier und Synthesizer (1979)
- Für Dylan Thomas † für Flöten, Trompete, Klarinette/Bassklarinette und Percussion (1981)
- Traumfahrt für Klavier, E-Klavier und Synthesizer (1981)
- Das leise Licht der Nacht. Quartett für Flöte, Klarinette, Violoncello und Klavier (1983)
- Rhapsodie für Kontrabass und Klavier (1983)
- Erschienen ist der herrliche Tag. Choralbearbeitung für 3 Flöten, Cembalo und Cello (1984)
- Nonett für Bläser. Musik aus dem Silmarillion (1985)
  - Die Musik der Valar
  - Die Musik der Ainur
- Streichquartett Nr. 3 (1985)
- Sonate für Violoncello und Klavier (1986)
- Klaviertrio [Nr. 2] (1987)
- Trio für Altquerflöte, Harfe und Violoncello (1988)
- Streichquartett Nr. 4 (1992)
- Sonate [Nr. 2] für Violine und Klavier (1993)
- Phantasie für Violine und Klavier (1995)
- Gavotte für Violine und Klavier (1999)
- Streichquartett Nr. 5 Klingsor (2004)
- Streichquartett Nr. 6 (2003)
- Heimkehr für Kammerensemble (2010)
- Streichquartett Nr. 7 - für R. M. - (2011)
- Duo für Cello und Klavier (2013)
- Klaviertrio [Nr. 3] (2013)
- Streichquartett Nr. 8 (2013–2014)
- Streichquartett Nr. 4, Neufassung (2015)

### Klavierwerke
- 6 Klavierstücke (1951)
- 4 Klavierstücke (1952)
- Klaviersonate Nr. 1 (1955)
- 3 Klavierstücke (1963)
- Klaviersonate Nr. 2 (1966)
- Durchführung für Klavier (1969)
- Klavierstück I (1969)
- Onetet Ia (1970)
- Onetet Ib (1971)
- Klavierstück II (1981)
- Klaviersonate Nr. 3 (1983)
- Klaviersonate Nr. 4
- Klaviersonate Nr. 5 (1996)
- Impetus für Klavier solo (2003)
- Klaviersonate Nr. 6 (2012)
- Ruf aus der Ferne. Poem für Klaviersolo (2012)

### Vokalmusik
- Soul für 13 Spieler und vier Vocalstimmen (1974)
- Styx. Zyklus nach Arno Holz für Bariton und Orchester (1964/1979)
- Ricercar. 8 niederdeutsche Gedichte von Waltrud Bruhn für tiefe Sprech- und Singstimme, Akkordeon, Okarina und Percussion (1982)
- Vom Turme klangen die Osterglocken… (Arno Holz). Zyklus für Bassbariton und Klavier oder Orchester (1982 bzw. 1983)
- 4 Nordseelieder nach Heinrich Heine für Bassbariton und Klavier (1984/1987)
  - Reinigung
  - Frieden
  - Nacht am Strand
  - Der Schiffbrüchige
- Geister, Elfen, singet… (nach William Shakespeares Sommernachtstraum) für vier Soli und Orchester (1984/1985)
- Sonatine nach Gedichten von Arno Holz für Sprecher, Altflöte, Gitarre und Marimbaphon (1985)
- Und Kabir sagt… für Altstimme, Flöte, Klarinette und Streichquartett nach Rabindranath Thakur (1986)
- …zu Dir ruft ein Mensch für Bassbariton und Streichquartett nach Kierkegaard (1993)
- Drei Gesänge nach Briefen des Heiligen Paulus (2006)
- Drei Lieder aus schweren Zeiten für Bass und Klavier (2007)
  - Der grimmig Tod
  - Menschliches Elende
  - Der Heiland
- Ohne Spur … Szenen aus der musikalischen Chronik Klage des Jeremias in konzertanter Aufführung für Bariton, Chor und Orchester (2011)
- 6 Lieder von Rainer Maria Rilke für Mezzosopran und Streichquartett (2013)

### Bühnenwerke
- Schritte. Musiktheater (1984)
- Insel im Wasser. Musiktheater (1989)
- Getaktet. Musiktheater (1989/90)
- Klage des Jeremias. Musikalische Chronik in drei Bildern (1985/2011)

### Literarische Arbeiten
- Reise ins Düstere. Novelle (1988)
- Vorbereitungen. Phantastische Erzählung (1989)
- Stücke für die Sprechbühne
  - Verkehrsinsel (1989)
  - Allegro moderato (1990)
- Flußfahrt 1875. Erzählung (1991)

### CD
- Arnold Maury. Komponistenportrait, Veraphon Records (2017)
  - Symphonie Nr. 3
  - Drei Lieder aus schweren Zeiten
  - Ruf aus der Ferne
  - Vom Turme klangen die Osterglocken
  - Violinsonate Nr. 2